# Inulin
Inulin je polysacharid patřící do skupiny fruktanů, který u rostlin z čeledi hvězdnicovitých a zvonkovitých nahrazuje škrob jako zásobní látku. Jde o jemný bílý prášek, chuťově působí sladce, ale neštěpí se amylázou, takže živočišný organismus ho neumí využít.

## Historie
Německý chemik Valentin Rose objevil inulin v roce 1804 ve vodě po vyvaření kořenů Omanu pravého. Historicky byl znám pod několika dalšími jmény, například helenin, alantin, meniantin, dahlin a dalšími.

## Struktura
Inulin je polymer složený z jednotek fruktózy spojených navzájem β-1,2-glykosidickou vazbou. Množství jednotek fruktózy se pohybuje od 2 do 140, typicky jich bývá 20-30. Koncová cukerná jednotka bývá tvořena glukózou.

## Nutriční vlastnosti
Protože inulin se neštěpí v tenkém střevě, není resorbován a využíván. Jeho kalorická hodnota je velmi nízká až nulová, nezvyšuje hladinu krevního cukru. Zároveň je sladký, dá se proto použít jako náhrada cukru nebo jako náhrada tuku (pro nízkotučné výrobky).
Enzymy bakteriální mikroflóry v tlustém střevě ho dokáží rozštěpit, inulin je tedy zdrojem energie pro symbiotické střevní bakterie (např. bifidobakterie), má prebiotický efekt.

## Výskyt
Na světě ho produkuje asi 36000 druhů rostlin a podle odhadů se jedná o druhý nejrozšířenější uhlovodík na zemi po škrobu. Nachází se ve všech rostlinách z čeledi hvězdnicovitých a zvonkovitých, kde je hlavní zásobní látkou. Zejména kořeny rostlin z rodu Oman (latinsky Inula) jsou bohaté na inulin a podle nich byl také pojmenován. Hlavními komerčními zdroji inulinu jsou čekanka a topinambur. Dále se nachází v jamech nebo artyčoku, velké množství najdeme v kořeni pampelišky a také v cibulovinách včetně česneku a cibule.

## Další využití
Používá se k přípravě živných půd v bakteriologii a v lékařství našel své využití při zjišťování ledvinné clearance, funkčního stavu ledvin.